# McLaren MP4/11
A McLaren MP4/11 egy Formula–1-es versenyautó, amit a McLaren tervezett az 1996-os bajnokságra. Pilótái a harmadik McLarenes szezonját kezdő Mika Häkkinen és a Williamstől frissen átigazolt David Coulthard voltak. A második Mercedes-motoros autója volt a csapatnak, egyben az utolsó, mely a több mint két évtizedes Marlboro-együttműködés lezárása okán piros-fehér festéssel tündökölt.

## A szezon
Az 1995-ös autó sok gyermekbetegséggel küszködött, főként a kezelhetőség és a megbízhatóság terén voltak elmaradások. Még ennek ellenére is elértek vele két dobogós helyezést és rendszeres volt a pontszerzés is. A Mercedes-együttműködés második évében a gondokat mind a sebesség, mind a megbízhatóság terén sikerült kiküszöbölni. Ennek ellenére még mindig megvolt az elmaradásuk a "nagy hármas": a Williams, a Ferrari, és a Benetton autóival szemben.
Az új autót 1996 elején Alain Prost tesztelhette, aki az 1995-ös Ausztrál Nagydíjon elszenvedett súlyos balesetéből lábadozó Häkkinent helyettesítette. A finn visszatérését követően nagyszerű idényt futott, jobban teljesített, mint Coulthard, noha a skóthoz fűződik a csapat az évi legjobb eredménye, a kaotikus Monacói Nagydíjon elért második helyezés. Eleinte a kezelhetőséggel gondok voltak, ezeket idényközi fejlesztésekkel javították ki. Imolában Coulthard vezette is a verseny első 19 körét. Monacóban és Magyarországon visszatért az előző év elején is használt, majd elvetett harmadik szárny, melyet a motorborítás tetejére helyeztek. Silverstone-tól kezdve egy új, B-specifikációjú kasztnival versenyetek.
A bajnokságban 49 ponttal a negyedik helyen zárt a csapat, mely az év végén bejelentette, hogy a korábban a Zakspeed csapattal is szerződésben állt szponzorral, a West cigarettamárkával köt szerződést, mint főszponzorral.

## Eredmények
| Év   | Csapat  | Kasztni | Motor        | Gumik | Pilóták   | 1   | 2   | 3   | 4   | 5   | 6   | 7   | 8   | 9   | 10  | 11  | 12  | 13  | 14  | 15  | 16  | Pontok | Helyezés |
| ---- | ------- | ------- | ------------ | ----- | --------- | --- | --- | --- | --- | --- | --- | --- | --- | --- | --- | --- | --- | --- | --- | --- | --- | ------ | -------- |
| 1996 | McLaren |         | Mercedes V10 | G     |           | AUS | BRA | ARG | EUR | SMR | MON | ESP | CAN | FRA | GBR | GER | HUN | BEL | ITA | POR | JPN | 49     | 4.       |
| 1996 | McLaren | MP4/11  | Mercedes V10 | G     | Häkkinen  | 5   | 4   | KI  | 8   | 8   | 6   | 5   | 5   | 5   |     |     |     |     |     |     |     | 49     | 4.       |
| 1996 | McLaren | MP4/11B | Mercedes V10 | G     | Häkkinen  |     |     |     |     |     |     |     |     |     | 3   | KI  | 4   | 3   | 3   | KI  | 3   | 49     | 4.       |
| 1996 | McLaren | MP4/11  | Mercedes V10 | G     | Coulthard | KI  | KI  | 7   | 3   | KI  | 2   | KI  | 4   | 6   |     |     |     |     |     |     |     | 49     | 4.       |
| 1996 | McLaren | MP4/11B | Mercedes V10 | G     | Coulthard |     |     |     |     |     |     |     |     |     | 5   | 5   | KI  | KI  | KI  | 13  | 8   | 49     | 4.       |